# Gran Premio Diputación de Pontevedra
Le Gran Premio Diputación de Pontevedra est une course cycliste disputée à Pontevedra en Galice, en Espagne.
De 2007 à 2011, elle est inscrite au calendrier de la Coupe d'Espagne de cyclisme.

## Palmarès
| Année | Vainqueur            | Deuxième                 | Troisième        |
| ----- | -------------------- | ------------------------ | ---------------- |
| 2002  | Luis Fernández       | Lisandro Cruel           | Juan Marzoa      |
| 2007  | José Luis Ruiz       | Rafael Rodríguez Segarra | Carlos Bruquetas |
| 2008  | Javier Chacón        | Sergio Casanova          | Marcos García    |
| 2009  | José Vicente Toribio | Daniel Ania              | Sergio Casanova  |
| 2010  | Raúl Alarcón         | Ignacio Pérez            | Víctor Cabedo    |
| 2011  | Bruno Saraiva        | Victor Valinho           | Fábio Silvestre  |